# Union culturelle musulmane
L'Union culturelle musulmane est une association fondée par des étudiants sénégalais au Maroc, en Algérie et en Tunisie après leur retour au Sénégal. Elle est dirigée par Ahmed Iyane Thiam.